# Dearcmhara
« Monstre du Loch Storr »
Genre
Espèce
Dearcmhara est un genre éteint d'ichtyosaures découvert sur l'île de Skye en Écosse. Sa seule espèce connue, Dearcmhara shawcrossi, a été décrite par Steve Brusatte et al. en 2015.

## Étymologie
Du gaélique écossais signifiant « lézard marin » et se prononçant « jark vara », même si la morphologie externe des ichtyosaures rappelle plutôt celle des dauphins.

## Historique
Le paléontologue américain Steve Brusatte et son équipe ont décrit en 2015 des restes de plusieurs ichtyosaures de l'île de Skye découverts dans les années 1960 et stockés jusque-là dans les réserves du musée national d'Écosse à Édimbourg,.
Cette publication a eu un fort écho car certains médias n'ont pas manqué de rapprocher cette découverte, somme toute assez classique, d'un nouveau genre fossile d'ichtyosaures avec le « monstre du Loch Ness » et l'ont surnommé « monstre du Loch Storr » du nom de son découvreur, le directeur d'une usine électrique voisine.
À la suite de ces nombreux articles, l'inventeur de l'espèce, Stephen L. Brusatte, a précisé : « Les gens sont obsédés par le mythe du monstre du Loch Ness qui est totalement faux. Mais, ils ne réalisent pas que de vrais monstres marins ont existé ! Ils étaient plus grands, plus effrayants, plus fascinants que Nessie ».

## Datation
Ces fossiles écossais de divers ichtyosaures datent du Jurassique inférieur à moyen, Sinémurien au Bathonien ; soit il y a entre 199,5 ± 0,3 et 165,3 ± 1,1 Ma (millions d'années). L'espèce Dearcmhara shawcrossi a plus précisément été extraite de couches géologiques datant du Toarcien au Bajocien ; soit il y a entre 184,2 ± 0,3 et 168,2 ± 1,2 Ma (millions d'années).

## Description
Avec un peu plus de 4 mètres de longueur, Dearcmhara shawcrossi est un ichtyosaure de taille moyenne. Il présente un ventre rebondi, une tête en forme de pointe, deux yeux énormes et une mâchoire pourvue d'une centaine de dents ; ce reptile marin vivait dans une mer chaude et peu profonde.
Cette découverte permet d'en savoir un peu plus sur l'évolution de cette espèce de reptiles du Jurassique. L'espèce a brusquement disparu des océans quelques dizaines de millions d'années avant les derniers dinosaures.